# Тіна Сміт
Тіна Флінт Сміт (англ. Tina Flint Smith; нар. 4 березня 1958, Альбукерке) — американський політик, віцегубернаторка штату Міннесота з 2015 року, сенаторка від Міннесоти з 2018 року, член Демократичної партії США. Представляє Сенат в Комісії з питань безпеки та співробітництва в Європі.

## Біографія
Сміт народилася в Альбукерке, штат Нью-Мексико. До вступу до коледжу, вона працювала на Трансаляскинському нафтопроводі в Прадхо-Бей. Закінчила Стенфордський університет зі ступенем в галузі політології, а потім отримала ступінь магістра ділового адміністрування в Дартмутському коледжі.
Сміт переїхала до Міннесоти в 80-х роках для роботи в компанії General Mills. Пізніше вона заснувала власну маркетингову фірму і обіймала посаду віцепрезидентки організації Planned Parenthood в Міннесоті, Північній Дакоті і Південній Дакоті. З 2006 по 2010 Сміт обіймала посаду керівника адміністрації мера Міннеаполіса Р.Т. Райбека.
З 2011 року — керівниця адміністрації губернатора Міннесоти Марка Дейтона.

## Позиція щодо Північного потоку-2
У січні 2022 проголосувала проти проєкту санкцій для газогону «Північний потік-2» як засобу запобігання російському вторгненню в Україну.